# Partido Nacionalsocialista de Australia
El Partido Nacionalsocialista de Australia (en inglés: National Socialist Party of Australia; NSPA) fue un partido político neonazi australiano menor que funcionó entre 1967 y principios de los años 1970. Se formó en 1967 como una ruptura más moderada del Partido Nacionalsocialista Australiano (ANSP). El NSPA fue dirigida por Ted Cawthron.

## Historia
Cawthron y Frank Molnar lanzaron el partido a fines de 1967, rechazando explícitamente la «imagen 'nazi' con botín» asociada con el ANSP de Arthur Smith. Se centraron particularmente en las condenas penales de Smith de una redada de 1965 en la sede del ANSP. Aunque hubo varios intentos de reunir a los dos partidos, el NSPA finalmente atrajo a otros socialistas nacionales australianos desencantados con el liderazgo de Smith.
En mayo de 1968, Smith renunció como líder del ANSP y su sucesor, Eric Wenberg, fusionó el ANSP con el NSPA. Wenberg fue aceptado en una posición de liderazgo en el partido, junto con Molnar como presidente, Cawthron como director de publicaciones, Les Ritchie y John Stewart. A principios de 1969, sin embargo, Cawthron y Molnar se cayeron, y Molnar acusó a Cawthron de ser un bolchevique de closet. Molnar fue expulsado del partido.
A principios de 1970, al tercer congreso del partido en Canberra asistieron alrededor de 30 miembros. Más adelante en el año, Cawthron se convirtió en el primer nacionalsocialista en Australia en postularse para un cargo público, impugnando la elección parcial de ACT de mayo de 1970. Cawthron fue el último de siete candidatos con 173 votos (0,32%), pero afirmó estar contento con el resultado considerando la naturaleza mínima de la campaña del NSPA. 
El partido también dirigió tres equipos del Senado para las elecciones al Senado de 1970: John Stewart y Michael McCormick en Nueva Gales del Sur, Ken Gibbett y Kevin Thompson en Queensland, y Cass y Katrina Young en Victoria. El equipo de Queensland ganó el primer lugar en la papeleta de votación y se benefició del donley vote y recibió más de 10.000 votos (1,51%), mientras que los resultados para los otros equipos fueron insignificantes. El voto nacional de la NSPA fue de 24.017 (0,43%). Sin embargo, el apoyo real puede ser subestimado ya que el NSPA no presentó candidatos en todo el país. 

## Declive
Para 1972 el partido se derrumbaba. La fuerte rama de Queensland colapsó por las luchas internas y la participación de tres miembros del partido en un ataque con bomba en abril en las oficinas de Queensland del Partido Comunista de Australia. El establecimiento de una sucursal en Sídney se vio frustrado por las tácticas de reserva de exmiembros del ANSP. La rama de Australia Occidental se había derrumbado y la rama de ACT entró en eclipse total. Solo las sucursales de Victoria y Australia del Sur sobrevivieron al cisma inicial por un tiempo, e incluso Australia del Sur tuvo que importar un candidato de Melbourne.
Jim Saleam, que entonces tenía solo 17 años, fue vicepresidente del partido entre 1972 y 1975, después de que Molnar fuera expulsado del partido, bajo el liderazgo de Cawthron. Después de la desaparición de NSPA, Saleam fundó Acción Nacional en 1982, que existió hasta 1991, y luego el Primer Partido de Australia en 1996.

## Resultados electorales
| Año  | Votos  | Porcentaje      | Escaños |
| ---- | ------ | --------------- | ------- |
| 1972 | 1.616  | \| \| 0.02 % \| | 0/125   |
|      | 0.02 % |                 |         |